# Coupleur en anneau
Un coupleur en anneau, en anglais Rat-Race coupler, est un composant radio-électrique utilisé dans les systèmes hyperfréquences. Il fait partie de la famille des coupleurs.

## Structure du composant

Coupleur en anneau

Un signal entrant sur le port 1 est divisé entre les ports 2 et 4 en opposition de phase et un signal entrant sur le
port 3 est divisé entre les ports 2 et 4 en phase. L'impédance caractéristique de ces lignes
de transmission est Z0√2 pour obtenir un couplage de 3 dB.

## Représentation matricielle
La matrice des paramètres S du composant s'exprime de la façon suivante:

Voies somme et delta du coupleur en anneau.

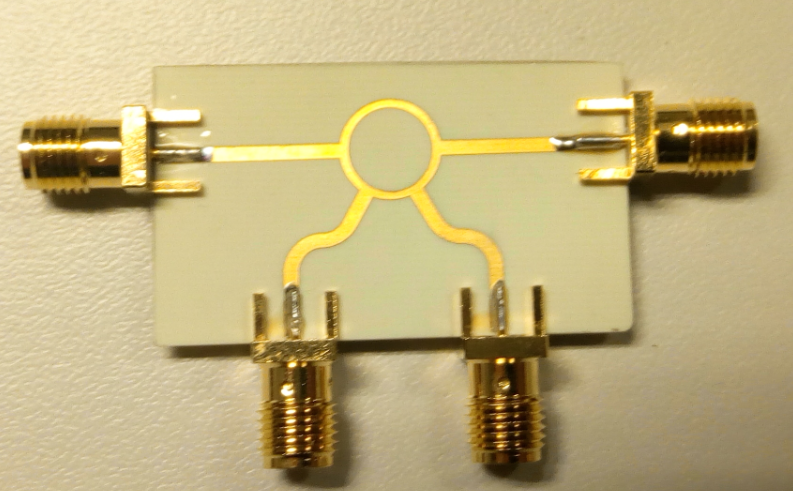
Implémentation d'un coupleur en anneau 3dB pour une fréquence nominale de 12GHz.

{\displaystyle S={\frac {-j}{\sqrt {2}}}{\begin{pmatrix}0&1&0&-1\\1&0&1&0\\0&1&0&1\\-1&0&1&0\end{pmatrix}}}